# Arts and Crafts Movement
Pour le label discographique, voir : Arts & Crafts Productions.
 (décembre 2020).

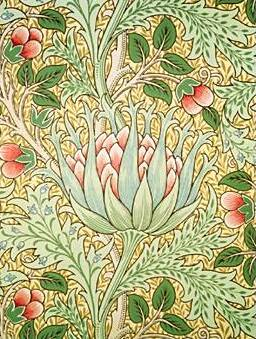
Papier peint conçu par William Morris.

Le Arts and Crafts movement, littéralement « mouvement Arts et artisanats », est un mouvement artistique réformateur dans les domaines de l'architecture, des arts décoratifs, de la peinture et de la sculpture, né au Royaume-Uni dans les années 1860 et qui se développa durant les années 1880 à 1910, à la fin de l'époque victorienne. Il peut être considéré comme l'initiateur du Modern style, mouvement « parallèle »  anglo-saxon de l'Art nouveau français et belge (Henry Van de Velde et Victor Horta).

## Genèse
Le mouvement fait écho aux préoccupations d'alors, de ces artistes-artisans devant le progrès : inquiétude, besoin d'individualisation, recherches de véritables valeurs dans un contexte de domination britannique mondiale contestée et de mutations rapides des paysages et des sociétés sous l'impulsion de la révolution industrielle qui a engendré une nouvelle organisation sociale. Ainsi, si la Grande-Bretagne domine le monde par l'étendue de son empire, par la puissance de sa marine et par son avance commerciale et industrielle, elle se caractérise aussi par une modification accélérée et souvent perçue de façon angoissante par les Britanniques, de leur environnement et de leurs rapports sociaux.
Quelques intellectuels s'inquiètent de ces changements, notamment :
- John Ruskin, poète et un écrivain, passionné par les époques médiévales et gothiques. Il voyage à travers toute l'Europe à la découverte des monuments anciens qu'il dessine. Pour lui, l'idéal artistique naît de la réunion des compétences et non de leur concurrence. Ruskin est un pessimiste, il ne voit pas la révolution industrielle comme un progrès sociétal. L'écrivain est fondamentalement attaché aux valeurs traditionnelles de la campagne; il craint l'arrivée envahissante des machines dans le paysage. Il réagit notamment au développement du réseau ferré expliquant que l'on ne peut contempler le monde plus vite qu'à la vitesse d'un cheval au galop. Il sera influencé par Viollet-le-Duc, qu'il enseignait à ses élèves - « Il n'y a qu'un seul livre sur l'architecture de quelque valeur que ce soit et qui contient tout correctement, le Dictionnaire de M. Viollet le Duc »[1].
- William Morris, fabricant de meubles et d'objets d'art qu'il dessine, écrivain, éditeur et imprimeur, créateur de caractères, mais également chef d'entreprise. Se voulant un fervent défenseur de la classe ouvrière, il contribue à populariser John Ruskin.

## L'utopie
Dans le domaine des arts décoratifs, la première moitié du siècle  est marquée par un désert : le mobilier de piètre qualité est fabriqué en série. Or, leur idée commune est simple : pour eux le bonheur réside dans l'artisanat, car un ouvrier ne peut s'épanouir et être fier de son ouvrage, que s'il participe à chaque étape de sa réalisation et de sa fabrication.
Il était donc urgent, non seulement de réhabiliter le travail fait main, mais de sauvegarder et de réapprendre les techniques traditionnelles. Rapidement, ils sont les initiateurs de la fondation de nouvelles écoles, pour former les artisans à la tapisserie, à la broderie, à l'impression au bloc de bois, à l'émaillage, à la dinanderie, à la poterie, aux teintures naturelles, aux textiles tissés avec les métiers à tisser traditionnels, à la marqueterie et à l'ébénisterie.
Une autre de leurs idées était qu'on ne peut faire du bon travail, que si on vit et on travaille dans un environnement sain et agréable. Des communautés d'artisans quittent donc la ville et partent s'installer, au plus près de la nature, dans les districts campagnards. Cet exode est favorisé par le développement des chemins de fer. Dans cette ambiance, les ouvriers-artisans s'intéressent à la culture, en participant à des concerts et à des pièces de théâtre. Ils découvrent la cuisine végétarienne. Les dames s'habillent en paysannes et abandonnent le rigide corset victorien.
Mais leur grande idée était que l'art devait intervenir partout, en premier lieu dans la maison pour d'abord retravailler les objets usuels : vaisselle, argenterie, reliure, tapis, luminaires… idée fondatrice du design. Les créations étaient réalisées soit sur commande, en pièce unique, soit en petite série, et diffusées dans les catalogues des magasins londoniens. Les tenants de l'Arts and Crafts ont été les premiers à rapprocher les beaux-arts des arts appliqués. Cela se traduit dans le domaine de l'enseignement au Royaume-Uni, avec la création à Londres en 1896 de la Central School of Arts and Crafts, et à Glasgow, dès 1885, avec l'ouverture de cours spécifiques à l'école d'art de cette ville.
Les artistes-artisans mettent en avant le matériau : les meubles se font en bois massif, le martelage de l'argenterie et de la dinanderie se fait à la main. En réaction aux atmosphères surchargées de la bourgeoisie victorienne, ils mettent en avant la simplicité, voire le dépouillement, estimant qu'un beau mobilier se suffit à lui-même. Dans leurs œuvres surgissent les végétaux et les animaux, symboles de la nature, mais plus ou moins stylisés.

## Influence

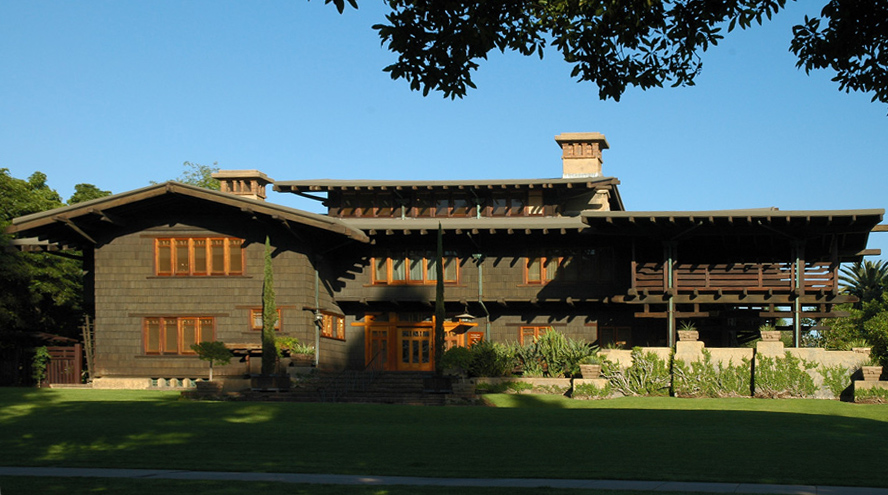
La Gamble House des frères Greene, à Pasadena, Californie.

On trouve parallèlement dans le domaine de la peinture les préraphaélites qui cherchent à renouer avec l'esprit d'avant la Renaissance italienne, avec la prémodernité, et à la fin du siècle, la montée de l'esthétisme.
L'utopie qu'il a engendrée a eu une influence dans le monde entier :
- en Europe, beaucoup de mouvements artistiques se sont inspirés de ses idées sur la relation entre les arts et les métiers, sur la simplicité et l'utilisation de matériaux naturels. Il a inspiré des concepteurs comme Henry Van de Velde et des mouvements tels que l'Art nouveau, le Jugendstil, le mouvement viennois Sezessionstil et indirectement, dans ses fondements, le mouvement Bauhaus. Il peut aussi être considéré comme le prélude au modernisme, où ses formes pures, dépouillées des associations historiques, ont été appliquées de nouveau à la production industrielle ;

- aux États-Unis, il y a aussi une importante quête des racines, mais le terme « Arts and Crafts » lui-même n'est souvent employé que pour parler du mouvement Design qui s'est développé entre les ères dominantes de l'Art nouveau et de l'Art déco, plus précisément de la période entre 1910 et 1925 :
  - à Chicago, la Prairie School est fondée et menée par l'architecte Frank Lloyd Wright, son objectif, l'aménagement d'intérieurs abordables pour la classe moyenne,
  - à Syracuse (État de New York), Gustav Stickley, idéaliste doublé d'un homme d'affaires avisé, fut un fervent défenseur du mouvement et développa le mobilier « Mission », entre autres à travers la revue The Craftsman,
  - les architectes américains Henry et Charles Greene popularisèrent le style « bungalow » pour les maisons,
  - la , dont le meilleur exemple est donné par la poterie de Rookwood et la poterie de Pewabic à Détroit,
  - les meubles idiosyncratiques de Charles Rohlfs également démontrent l'influence évidente du mouvement « Arts and Crafts » ;
- au Japon a surgi le mouvement Mingei, un style lui aussi en réaction à l'urbanisme grandissant, prônant le réveil des traditions et la beauté dans les objets de tous les jours.

Mais certains considèrent que l’Arts and Crafts est plus une philosophie qu'un style de conception esthétique spécifique et les élèves de Ruskin comme J.P. Seddon, William Lethaby, Charles Voysey… étaient bien plus enthousiastes à l’encontre de Viollet le Duc que de leur maitre , sans compter William Morris qui est lui aussi fortement influencé par Viollet le Duc. Ainsi dans le mouvement Arts and Crafts l’influence de Ruskin est supplantée dès les années 1860 à 1870 par celle de Viollet le Duc… Pour exemple l’architecte Arts and Crafts Charles Eastlake admire son professeur (Ruskin) mais est explicitement plus enthousiaste à l’égard de Viollet le Duc.
Effectivement, l'utopie Arts and Crafts était confrontée au paradigme de l’époque : cette nouvelle génération d’artistes voulait s’émanciper de la doctrine académique, mais sans s’enfermer dans une nouvelle idéologie comme celle, socialisante et dogmatique, de l’Arts and Crafts, doctrine artistiquement vide : « un art pour le peuple par le peuple », exécuté par des guildes d’un Moyen Âge que William Morris et Ruskin idéalisaient, pour des raisons essentiellement politiques. Cette nouvelle génération plaçait la liberté de l’architecte au centre de l’acte créatif et elle voulait un art intégré à une industrie que l’utopie Arts and Crafts récusait : l’enfermement paradoxal du mouvement Arts & Crafts dans une pratique artisanale était en complet décalage avec l’évolution du statut de l’artiste-décorateur, mais aussi avec la volonté démocratique d’un art pour le peuple et par le peuple proclamé par William Morris.
À l’opposé de l’Arts and Crafts, Viollet le Duc prônait la liberté de création.  D’ailleurs Warrington Taylor, directeur des établissements William Morris et Co. s’inquiètait lui-même du dogmatisme de l'Arts and Crafts : « Je suis d’accord avec Viollet le Duc, l’architecte/peintre ne doit avoir aucune religion (dogme) mais de la poésie (liberté)».
Ainsi de nombreux élèves de Ruskin - Charles Eastlake, J. P. Seddon, William Lethaby, Charles Voysey… - seront bien plus enthousiastes à l’égard de Viollet le Duc que de leur propre maître, sans compter William Morris qui sera fortement influencé par Viollet le Duc. Ainsi, le Dictionnaire de Viollet le Duc remplacera Ruskin comme l’expert du Gothique en Grande Bretagne et aussi aux USA.
Dans sa thèse « The Great Flaw in the Man », Kennedy Travis affirme que dans le mouvement Arts and Crafts, l’influence de Ruskin est supplantée à partir de 1860 par celle de Viollet le Duc. Il y a pour exemple les arts décoratifs Arts and Crafts présentés à l’exposition de Londres de 1862 par Burne-Jones, Rossetti, Philip Webb, William Morris, Simeon Solomon, Edward Poynter etc… qui sont directement copiés du Dictionnaire de Viollet le Duc, que Ruskin enseignait à ses élèves. Ainsi, paradoxalement, le mouvement Arts and Crafts sera un des principaux propagateurs des idées de Viollet le Duc en Grande Bretagne.
Ce même phénomène se produira pour les artistes Art Nouveau. Par exemple Van de Velde, initialement attiré par la philosophie socialiste de l'Arts and Craft, finira par considérer ce mouvement comme « anachronique » et « teinté de donquichottisme ».

## Quelques artistes et artisans
- Charles Robert Ashbee
- Edward Burne-Jones
- Lindsay P. Butterfield
- Walter Crane
- Lewis F. Day
- William De Morgan
- John Henry Dearle
- Arthur Gaskin et son épouse Georgie
- Cyril Goldie
- Les frères Henry et Charles Greene (États-Unis)
- Josef Hoffmann (Autriche)
- Richard Roland Holst (Pays-Bas)
- Elbert Green Hubbard
- George W. Jack
- Gertrude Jekyll
- Grace Rihan Hanna
- Keisuke Serizawa (Japon)
- Reginald Knowles
- Archibald Knox
- Bernard Leach
- Charles Rennie Mackintosh (Écosse)
- Margaret MacDonald Mackintosh (Écosse)
- Frances MacDonald (Écosse)
- Arthur Heygate Mackmurdo
- James Herbert MacNair (Écosse)
- Koloman Moser (Autriche)
- Mary Morris (Royaume-Uni)
- William Morris
- Frederick William Pomeroy
- William Robinson (en)
- Charles Rohlfs
- Thomas James Cobden-Sanderson
- Charles William Sherborn
- Baillie Scott
- Shōji Hamada (Japon)
- Léon V. Solon
- Gustav Stickley (États-Unis)
- Charles Voysey (Angleterre)
- Henry Van de Velde (Belgique)
- Gabriel Van Dievoet (Belgique)
- Sir Emery Walker
- Philip Webb
- Andrew Kay Womrath (États-Unis)
- Frank Lloyd Wright (États-Unis)
- Sōetsu Yanagi (Japon)